# Natalja Mihajlovna Avdoncsenko
Natalja Mihajlovna Avdoncsenko, oroszul: Наталья Михайловна Авдонченко) (Csernyigov/Ukrajna, 1967. július 5. –) orosz nemzetközi labdarúgó-játékvezető. Polgári foglalkozása tornatanár.

## Pályafutása
Csernyihivben aЛегендa, Moszkvában a Чертаново, a Серп и Молот, a Русь-Москва, valamint a Спартак-Интеррос csapatokban játszott.
Az RFU Játékvezető Bizottsága (JB) minősítésével a Pervij Gyivizion, majd 1997-től a Premjer-Liga játékvezetője. Az UEFA JB besorolás szerint első kategóriás bíró. Küldési gyakorlat szerint rendszeres 4. bírói szolgálatot is végzett. A nemzeti játékvezetéstől 2012-ben vonult vissza. Vezetett kupadöntők száma: 1.
| Időpont           | Helyszín                   | Mérkőzés típusa               | Mérkőzés                      | Eredmény | Nézők száma |
| ----------------- | -------------------------- | ----------------------------- | ----------------------------- | -------- | ----------- |
| 2010. október 31. | Kubany Stadion, Krasznodar | Orosz női labdarúgókupa döntő | Energia Voronyezs–Rosszijanka | 1 – 2    | 1000        |

Az Orosz labdarúgó-szövetség JB terjesztette fel nemzetközi játékvezetőnek, a Nemzetközi Labdarúgó-szövetség (FIFA) 2008-tól tartotta nyilván bírói keretében. A FIFA JB központi nyelvei közül az angolt beszéli. Több nemzetek közötti válogatott (Női labdarúgó-világbajnokság, Női labdarúgó-Európa-bajnokság), valamint Női UEFA-kupa klubmérkőzést vezetett, vagy működő társának 4. bíróként segített. A nemzetközi játékvezetéstől 2012-ben búcsúzott.
A 2006-os U20-as női labdarúgó-világbajnokságon a FIFA JB hivatalnokkánt foglalkoztatta.
| Időpont             | Helyszín                     | Mérkőzés típusa              | Mérkőzés           | Eredmény | Nézők száma |
| ------------------- | ---------------------------- | ---------------------------- | ------------------ | -------- | ----------- |
| 2006. augusztus 20. | Podmoskovie Stadion, Щёлково | csoportmérkőzés (B. csoport) | Finnország–Kanada  | 0 – 2    | 1200        |
| 2006. augusztus 24. | Dinamó Stadion, Moszkva      | csoportmérkőzés (C. csoport) | Mexikó–Észak-Korea | 0 – 4    | 500         |
| 2006. augusztus 26. | Torpedó Stadion, Moszkva     | egyik negyeddöntő            | Brazília–Nigéria   | 2 – 1    | 700         |

A 2008-as U17-es női labdarúgó-világbajnokságon a FIFA JB bíró szolgálatra alkalmazta.
| Időpont            | Helyszín                                       | Mérkőzés típusa              | Mérkőzés           | Eredmény | Nézők száma |
| ------------------ | ---------------------------------------------- | ---------------------------- | ------------------ | -------- | ----------- |
| 2008. október 29.  | Queen Elizabeth II Park, Stadion, Christchurch | csoportmérkőzés (B. csoport) | Észak-Korea–Ghána  | 1 – 1    | 453         |
| 2008. november 5.  | Queen Elizabeth II Park, Stadion, Christchurch | csoportmérkőzés (D. csoport) | Nigéria–Brazília   | 2 – 2    | 1 420       |
| 2008. november 16. | North Harbour Stadion, Auckland                | bronzmérkőzés                | Anglia–Németország | 0 – 3    |             |

A 2011-es női labdarúgó-világbajnokságon a FIFA JB hivatalnokként foglalkoztatta. Selejtező mérkőzéseket az UEFA zónában irányított. 
| Időpont             | Helyszín                      | Mérkőzés típusa           | Mérkőzés               | Eredmény |
| ------------------- | ----------------------------- | ------------------------- | ---------------------- | -------- |
| 2009. október 28.   | Hanrapetakan Stadion, Jereván | előselejtező (7. csoport) | Örményország–Szlovénia | 1 – 5    |
| 2010. március 31.   | Airfield Stadion, Broughton   | előselejtező (8. csoport) | Wales–Svédország       | 0 – 4    |
| 2010. augusztus 25. | de l'Aube Stadion, Troyes     | előselejtező (1. csoport) | Franciaország–Szerbia  | 7 – 0    |

A 2009-es női labdarúgó-Európa-bajnokságon és a 2013-as női labdarúgó-Európa-bajnokságon az UEFA JB játékvezetőként foglalkoztatta.
| Időpont              | Helyszín                              | Mérkőzés típusa                     | Mérkőzés                                 | Eredmény | Nézők száma |
| -------------------- | ------------------------------------- | ----------------------------------- | ---------------------------------------- | -------- | ----------- |
| 2009. augusztus 29.  | Olimpiai Stadion, Helsinki            | csoportmérkőzés (A. csoport)        | Finnország–Ukrajna                       | 0 – 1    | 15 138      |
| 2009. augusztus 24.  | Ratina Stadion, Tampere               | csoportmérkőzés (B. csoport)        | Izland–Francia labdarúgó-válogatott      | 1 – 3    | 6552        |
| 2011. szeptember 21. | Városi Stadion, Nadderud              | (2013 eb) előselejtező (3. csoport) | Norvégia–Magyarország                    | 6 – 0    | 193         |
| 2011. november 23.   | Keepmoat Stadion, Doncaster           | (2013 eb) előselejtező (6. csoport) | Anglia–Szerb női labdarúgó-válogatott    | 2 – 0    | 4112        |
| 2012. április 4.     | Lorzestraat Stadion, Dessel           | (2013 eb) előselejtező (3. csoport) | Belgium–Izlandi női labdarúgó-válogatott | 1 – 0    | 1618        |
| 2012. június 21.     | Városi Stadion, Buftea                | (2013 eb) előselejtező (2. csoport) | Románia–Svájc                            | 4 – 2    | 100         |
| 2012. szeptember 19. | Schauinsland Reisen Stadion, Duisburg | (2013 eb) előselejtező (2. csoport) | Németország–Törökország                  | 10 – 0   | 6467        |

Az UEFA JB küldésére vezette a Női UEFA-kupa mérkőzést.
| Időpont          | Helyszín          | Mérkőzés típusa               | Mérkőzés                     | Eredmény |
| ---------------- | ----------------- | ----------------------------- | ---------------------------- | -------- |
| 2012. október 3. | IP Stadion, Malmö | csoportselejtező (7. csoport) | LdB FC Malmö–MTK Hungaria FC | 6 : 1    |